# Lophocampa laroipa
Lophocampa laroipa là một loài bướm đêm thuộc phân họ Arctiinae, họ Erebidae.